# On ne triche pas avec la vie
Pour plus de détails, voir Fiche technique et Distribution.
On ne triche pas avec la vie est un film franco-canadien réalisé par René Delacroix et Paul Vandenberghe, sorti en 1949.

## Fiche technique
- Titre : On ne triche pas avec la vie
- Titre de tournage : Docteur Louise
- Titre anglais : The Story of Dr Louise
- Réalisation : René Delacroix et Paul Vandenberghe
- Scénario : Aloysius Vachet et Jacques Jacquemont
- Adaptation : Jean-Louis Bouquet
- Dialogues : Paul Vandenberghe
- Script-girl : Simone Thomas
- Sociétés de production : Fiat Film et Renaissance Films
- Directeur de production : Marcel Bryau
- Régisseur général : Georges Mahaut
- Musique : Paul Misraki, interprétée par Ray Ventura et son orchestre
- Directeur de la photographie : Marc Fossard
- Cameraman : Adolphe Charlet
- Photographe de plateau : Marcel Bouguereau
- Décors : Robert Dumesnil
- Son : Henri Dubois
- Montage :  Jacques Michau
- Année de production : 1949
- Genre : Comédie dramatique
- Durée : 100 min
- Visa de censure No 8978 (Tous publics)
- Distribution : U.F.P.C. (France), France Film (Canada)
- Date de sortie : 
  - France : 12 décembre 1949

## Distribution
- Michel Antoniadès : Jean-Pierre
- Suzanne Avon : Madeleine Pichart
- Mag-Avril : Mme Vincet
- Fernand Bercher : Pierre Lefranc
- Aline Bertrand : Mme Jacquet
- Mady Berry : Mme Paput
- Charles Bouillaud : Thomas
- Louis Bugette : La facteur
- Madeleine Robinson : La doctoresse Louise Montivier
- Jean Davy : Albert Desforges
- Henry Duval : Le vieux médecin
- André Chanu : Cordillot
- Jacqueline Clément
- Léonce Corne : Le notaire Blaisoy
- Thérèse Dulac : L'auxiliaire
- André Fadeuilhe : Le curé
- Suzanne Fleurant : Madame Filasse
- Suzanne Gabriello : Marguerite Rufiac
- Germaine Grainval : La notairesse
- Gilberte Géniat : Gaby
- René Hell
- Marcel Josz : Le docteur Payen
- Bernard Lancret : Gérard
- Mag-Avril : Mme Vincet
- Marie-France
- Liliane Maigné : Étiennette
- Cora Méril : Suz
- Suzanne Nivette : Mme Lefranc
- Line Noro : Mme Pichart
- Laurent Péronne : Auguste
- Henri Poitras : Filasse
- Marcel Pérès : Jacquet
- Guy Rapp : L'inspecteur Bourgoin
- Max Révol : Ruffiac
- Robert Rollis : Eugène
- Jean-Louis Roux : Raymond
- Max Révol : Rufiac
- Suzanne Serge : Herminie Desforges
- Josette Tarnaud : Naïs Paput
- Vanna Urbino : La malade
- Paul Vandenberghe : Jacques Loiseau